# Leigh Barczewski
Leigh Francis Barczewski (* 25. Dezember 1955 in Milwaukee) ist ein ehemaliger US-amerikanischer Bahnradsportler, der auf die Kurzzeitdisziplinen spezialisiert war.

## Sportliche Laufbahn
Leigh Barczewski begann seine sportliche Karriere als Eisschnellläufer, bevor er mit 14 Jahren zum Radsport wechselte. Bei den UCI-Bahn-Weltmeisterschaften der Junioren 1973 wurde er Vierter im Sprint, im Jahr darauf Vierter der nationalen Meisterschaft der Elite. 1976 wurde er erstmals US-amerikanischer Meister im Sprint. Diesen Titelgewinn konnte er bis 1979 dreimal in Folge wiederholen. Den nationalen Titel im Tandemrennen konnte er 1978 und 1979 mit Jerry Ash als Partner gewinnen.
1978 startete er bei den Weltmeisterschaften in München und errang gemeinsam mit Jerry Ash im Tandemrennen die Silbermedaille; nach einem Sturz konnten die beiden Fahrer das Finale um Gold nicht beenden.
1976 nahm Barczewski an den Olympischen Spielen in Montreal im Sprint teil und schied in den Vorläufen aus. Am 4. Mai 1980 stellte er gemeinsam mit David Grylls auf dem Ontario Motor Speedway in einem dreirädrigen Velomobil Vector mit 62,92 Meilen einen neuen Geschwindigkeitsweltrekord auf. Im selben Jahr trat er vom aktiven Radsport zurück und arbeitete in verschiedenen Funktionen im Valley Preferred Cycling Center. Auch sein Sohn Ben war als Radsportler aktiv. Er startete für den Verein AMF Racing Team.
2016 wurde Leigh Barczewski in die United States Bicycling Hall of Fame aufgenommen.

## Erfolge
1976
- US-amerikanischer Meister – Sprint

1977
- US-amerikanischer Meister – Sprint

1978
- Weltmeisterschaft – Tandem (mit Jerry Ash)
- US-amerikanischer Meister – Sprint

1979
- US-amerikanischer Meister – Sprint